# Vladimir Barbu
Vladimir Barbu (Cles, 7 agosto 1998) è un tuffatore italiano.

## Biografia
Allenato da Giorgio Cagnotto, è stato convocato ai campionati mondiali di nuoto di Budapest 2017, classificandosi quindicesimo nel concorso dei tuffi dalla piattaforma 10 metri.